# Elsbeth von Oye

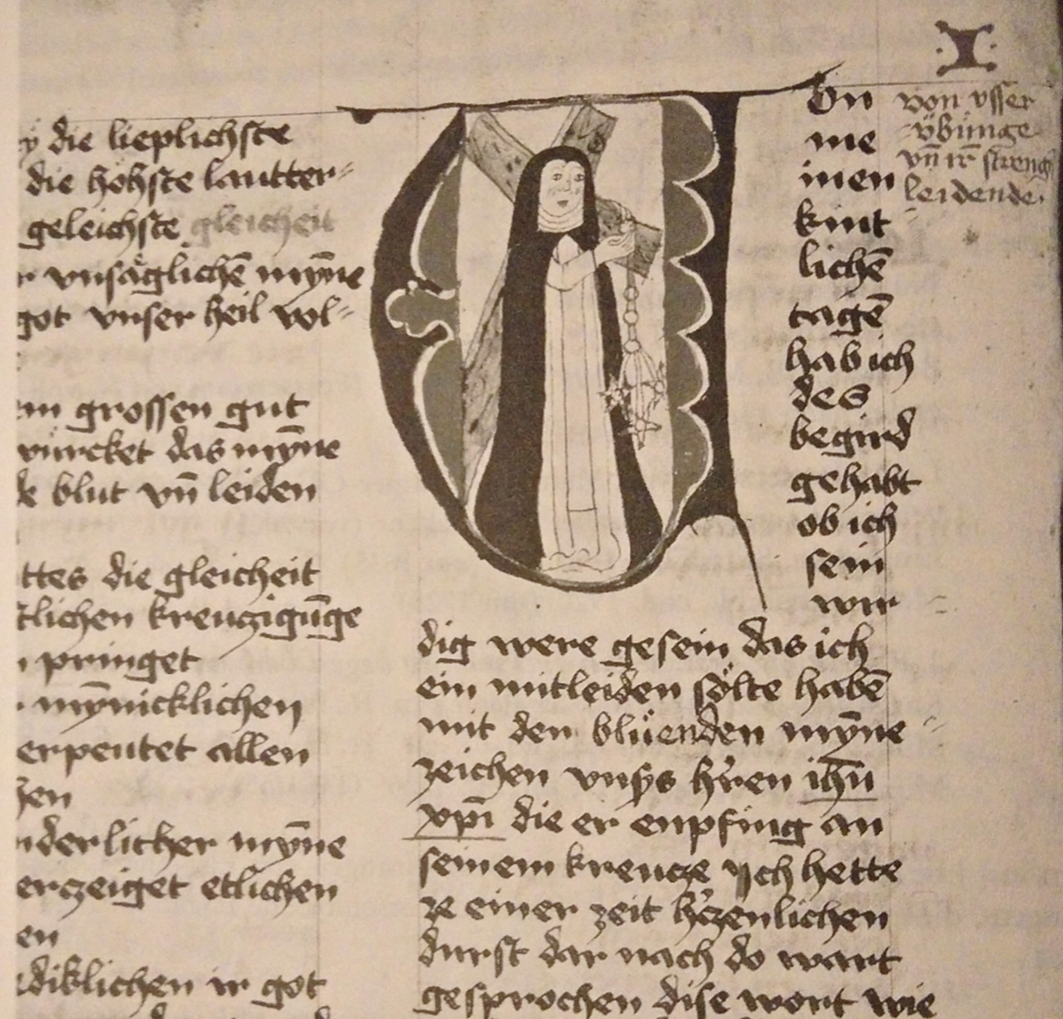
Abbildung aus der Handschrift Breslau, UB, IV F 194^{a}, fol. 1^{vb}

Elsbeth von Oye (um 1280/1350, genaue Lebensdaten unbekannt) war eine Schweizer Mystikerin des späten 13. Jahrhunderts aus dem Kloster Oetenbach in Zürich.

## Leben
Elsbeth von Oye (von Ey, de Ogge, ab Eicken) wird in Ordenschroniken erwähnt, nähere Lebensdaten – ausser der Eingrenzung ihrer Lebenszeit auf den Zeitraum von 1280 bis 1350 – lassen sich nicht erschliessen.
Angenommen wird, dass Elsbeth als Sechsjährige in das Kloster Oetenbach der Dominikanerinnen eintrat und dort im Alter von etwa 50 Jahren verstorben ist. Neun Jahre soll Elsbeth in grausamer Selbstkasteiung durchlebt haben, eine genaue Datierung dieser Lebensphase kann nicht eruiert werden. Zu ihren Zeitgenossinnen zählen Mechthild von Opfikon und Elsbeth von Beggenhofen. Eine Verbindung zu Meister Eckhart kann über dessen Funktion als geistlicher Berater ihrer Zeitgefährtin Elsbeth von Beggenhofen und über dessen wahrscheinliche Predigertätigkeit im Oetenbacher Kloster im frühen 14. Jahrhundert hergestellt werden.

## Werk
Elsbeths von Oye Werk ist der autobiographischen Visionsliteratur in deutscher Sprache zuzuordnen. Im Zentrum ihrer Textzeugnisse stehen Visionen Gottes und Auditionen mit Heiligen. Elsbeths Offenbarungen Gottes (mystische Visionen) erfolgen vor allem im Zustand der geübten Selbstkasteiung. In den dominikanischen Klöstern um etwa 1300 war diese Bereitschaft zur praktizierten Leidensaskese, die bis zur Leidensmystik führen konnte, wohlbekannt, wie Heiligenviten und Schwesternbücher überliefern.
Elsbeths Textbelege charakterisieren sich durch eine liebesmystische, spekulativ-abstrakte Sprache. Ihre Offenbarungen Gottes kohärieren vor allem mit praktizierter Selbstgeisselung. Diese tagebuchartigen Selbstzeugnisse schildern das Mitleiden, die Compassio mit Christus, die die mystische Vereinigung mit Gott ermöglicht. Besonders illustrativ wird Elsbeths Kasteiungspraxis durch das Geisseln mit einem Nadelkreuz oder durch das Tragen eines schweren Kreuzes wiedergegeben. Folgendes Textbeispiel der selbst gefertigten Nadelgeissel exemplifiziert ihre Marter: „Ich was gar jung, do ich mir selber machet ein geisel mit nadlen und vilt mich domit, also das sie mir gar dick in dem fleische tieff stecketen, das ich sie gar kaum herwider außzoch.“
Diese Offenbarungsdarstellungen werden in der Forschung in Bezug auf die völlige Ichbezogenheit des Mitleidens hervorgehoben. Ihre Leidens- und Offenbarungsschilderungen sind aufgrund dieser Egozentrik einzigartig, da jeglicher Bezug auf politische und gesellschaftliche Gegebenheiten fehlt.
Die Beschreibungen der Nonne waren teilweise sehr drastisch und wirkten auch auf die Zeitgenossen verstörend. Deshalb wurden sie von den Obrigkeiten an zahlreichen Stellen entschärft.

## Textbeispiel
| Wi susiklich got in ir gewurckt hat | In welch süsser Art Gott in ihr gewirkt hat |
| --- | --- |
| Got hat mir einen inerlichen durst geben nach seiner mitleidung, daz mir nie pein so süß wart, und han got etwan mein leben gar freilich aufgeben, so daz bevinden als pitter waz in etlicher zeit. Wenne ich mein ausseren sinne eingeslosse, so hab ich nit vil anders zu tan denne widerzukaffene in den ursprunk, auß dem ich gefloßen pin; und daz würket got mit einem so senlichen jamer, daz mit zu der zeit pitter ist mich geben ausserlichen sachen, daz ich im nit geleichen kann, wann als der mich leiplich verseret oder wundet. | Gott hat mir einen innigen Durst (Drang) gegeben nach seinem Mitleiden, dass mir Schmerz nie so süß und angenehm war, und ich habe schon früh für Gott mein Leben gegeben, so dass mein Befinden oft sehr bitter war. Wenn ich mein Äußeres verschließe, so kann ich nicht anders als den Ursprung wiederzuschauen aus dem ich geflossen bin, und so wirkt Gott mit einem so sehnsüchtigen Jammer, dass ich mich bitterlich den äußerlichen Sachen hingebe, dass ich ihm nicht gleichen kann, wenn der mich leiblich versehrt oder mir Wunden zufügt. |

## Überlieferung
Elsbeths von Oye Offenbarungen sind in einigen Handschriften tradiert. Zu den Hauptüberlieferungen zählen der Codex der Zürcher Zentralbibliothek Ms. Rh. 159 und die Codices der Stiftsbibliotheken in Einsiedeln (Cod. 470) und Melk (Cod. 1920).
Darüber hinaus ist eine beachtenswerte Anzahl an Streuüberlieferungen mit Texten Elsbeths zu nennen, wie z. B. Codices der Nürnberger Stadtbibliothek, der Staatsbibliothek München, der Stiftsbibliothek St. Gallen etc.
Die Handschrift der Breslauer Universitätsbibliothek Cod. IV F 194a, die das Puchlein des lebens und der offenbarung swester Elsbethen von Oÿe beinhaltet, wurde erst 1994 entdeckt.

### Codex Zürich, ZB, Ms. Rh. 159
Elsbeths Überlieferung im Codex Rh. 159 der Zürcher Zentralbibliothek nimmt aufgrund folgender Aspekte eine besondere Stellung im Korpus der Schriften von Mystikerinnen ein:
Der Codex Rh. 159 der Zürcher Zentralbibliothek ist eine autographische Handschrift. Eigenhändig niedergeschriebene Schriftstücke (Autographe) sind im Mittelalter selten vorzufinden. Elsbeths Autograph hebt sich überdies von weiteren Viten- und Offenbarungsüberlieferungen als „einziges ‚Selbstzeugnis‘ einer Frau“ ab.

### Codex Breslau, UB, Cod. IV F 194a
Das Puchlein des lebens und der offenbarung swester Elsbethen von Oÿe gliedert sich in drei Teile: Der Vorrede und dem Inhaltsverzeichnis folgen 20 Kapitel, die das Leiden Elsbeths und ihre Offenbarungen thematisieren. Geschildert werden diese Leidens- und Gotteserfahrungen aus der Erzählerperspektive der ersten Person. Innerhalb des ersten Teils befindet sich eine vom Redaktor stammende Beschreibung von christlichen Autoritäten und deren Lehren. Den zweiten Teil des Werks begründen die nächsten neun Kapitel. Charakterisiert sind diese durch Anonymisierung und Verallgemeinerung der göttlichen Offenbarungen, da die Ich-Perspektive durch eine auktoriale Erzählsituation zurückgedrängt wird. Diese Änderung der Erzählperspektive verleiht den Textpassagen scheinbare Allgemeingültigkeit, was vermutlich intendiert wurde. Im dritten Teil Elsbeths Offenbarungs- und Leidensschrift werden Auditionen mit Maria, Johannes etc., keine göttlichen Offenbarungen, beschrieben.